# Schlicker Seespitze
La Schlicker Seespitze est une montagne culminant à 2 804 m d'altitude dans les Alpes de Stubai.

## Géographie
La Schlicker Seespitze est le plus haut sommet du chaînon du Kalkkögel et le centre des montagnes au sud-ouest de ce chaînon.

## Ascension
La Schlicker Seespitze se présente comme un massif rocheux accidenté avec une arête sud assez simple vers la tour rocheuse du Schlicker Manndln et de l'autre côté vers le Schotterreisen.
Du Seejöchl (accès à partir du refuge Adolf-Pichler ou du Schlick) part un sentier bien balisé de difficulté 1 entre la Seespitze et le Riepenwand au nord. Des chutes de pierre peuvent se produire parfois.
Par ailleurs, il existe aussi des voies d'une difficulté 6a, dont certaines ont été ouvertes par des alpinistes comme Ludwig Purtscheller, Andreas Orgler ou Mathias Rebitsch.